# Fuente de la Copa del Mundo
La Fuente de la Copa del Mundo (en coreano: 월드컵 분수대) fue construida para conmemorar la Copa Mundial de la FIFA 2002 organizada conjuntamente por Corea del Sur y Japón. La fuente de la Copa del Mundo se encuentra en el río Han en Seúl, l capital de Corea del Sur, entre el Estadio de la Copa Mundial y el parque Seonyudo. La fuente lanza un chorro de agua a una altura de 202 metros, un gesto simbólico para el año de la Copa Mundial de la FIFA que se celebró en Seúl. Hasta la fecha, después de Fuente del Rey Fahd (Yeda, Arabia Saudí), es la segunda fuente de agua más alta del mundo, más alta que la fuente en Fountain Hills, Arizona (EE. UU.) o la Fuente del Puerto de Karachi, Pakistán.